# Districte d'Andelfingen

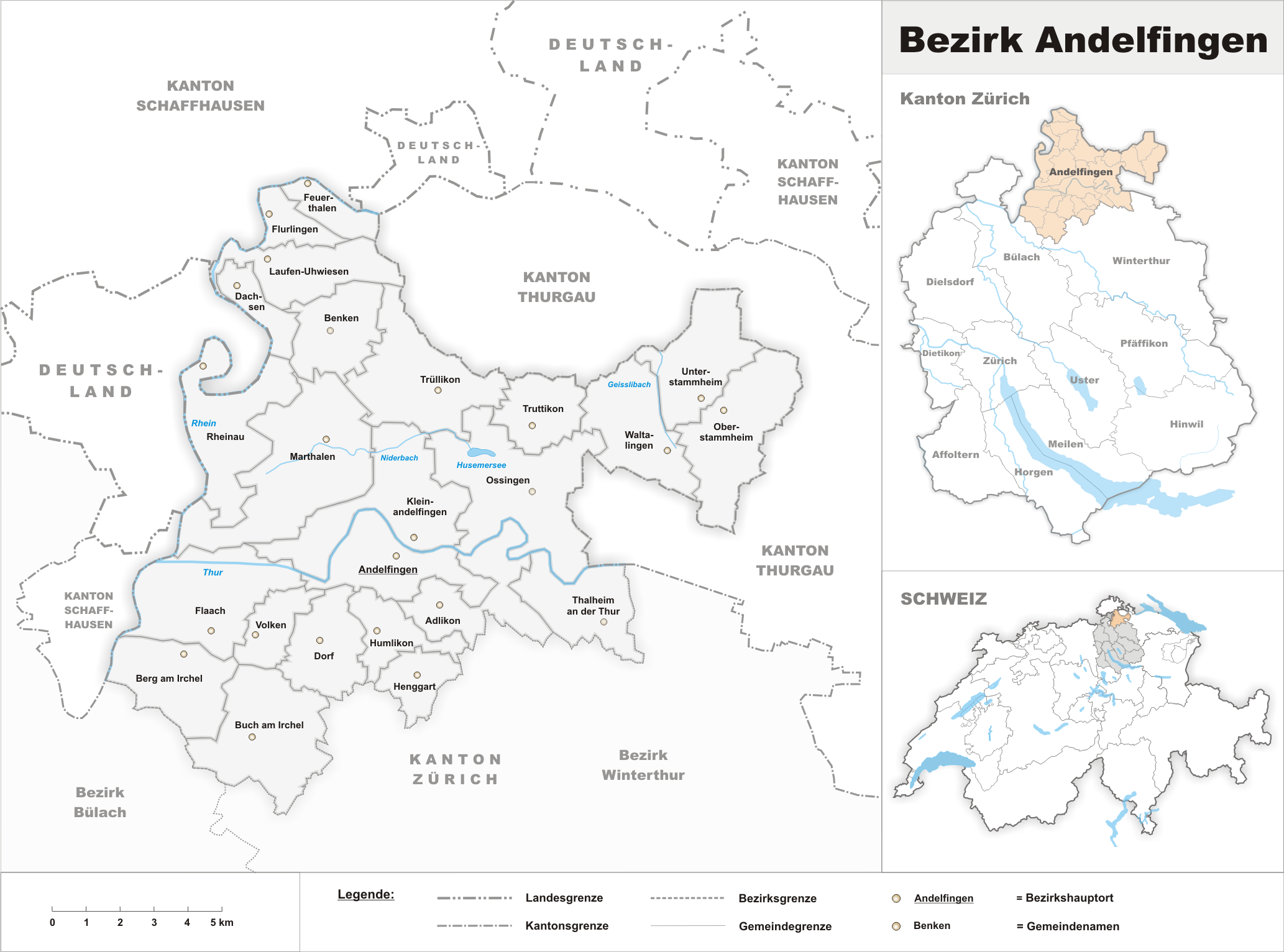
Municipis del districte

El Districte d'Andelfingen és un dels 11 districtes del cantó de Zúric (Suïssa). Té una població de 28414 (cens de 2007) i una superfície de 166.64 km². Està compost per 14 municipis i el cap del districte és Andelfingen.

## Municipis
| Escut                   | Codi postal i Municipi    | Habitants (2007) | Superfície en km² | Número SFOS |
| ----------------------- | ------------------------- | ---------------- | ----------------- | ----------- |
| Adlikon bei Andelfingen | 8452 Adlikon              | 567              | 6.71              | 0021        |
| Andelfingen             | 8450 Andelfingen          | 1722             | 6.65              | 0030        |
| Benken ZH               | 8463 Benken               | 739              | 5.67              | 0022        |
| Berg am Irchel          | 8415 Berg am Irchel       | 576              | 7.06              | 0023        |
| Buch am Irchel          | 8414 Buch am Irchel       | 827              | 10.26             | 0024        |
| Dachsen                 | 8447 Dachsen              | 1868             | 2.69              | 0025        |
| Dorf                    | 8458 Dorf                 | 645              | 5.55              | 0026        |
| Feuerthalen             | 8245 Feuerthalen          | 3324             | 2.49              | 0027        |
| Flaach                  | 8416 Flaach               | 1221             | 10.16             | 0028        |
| Flurlingen              | 8247 Flurlingen           | 1355             | 2.40              | 0029        |
| Henggart                | 8444 Henggart             | 1932             | 3.01              | 0031        |
| Humlikon                | 8457 Humlikon             | 437              | 3.70              | 0032        |
| Kleinandelfingen        | 8451 Kleinandelfingen     | 2035             | 10.36             | 0033        |
| Laufen-Uhwiesen         | 8248 Laufen-Uhwiesen      | 1509             | 6.27              | 0034        |
| Marthalen               | 8460 Marthalen            | 1840             | 14.11             | 0035        |
| Oberstammheim           | 8477 Oberstammheim        | 1069             | 9.36              | 0036        |
| Ossingen                | 8475 Ossingen             | 1314             | 13.07             | 0037        |
| Rheinau                 | 8462 Rheinau              | 1322             | 8.96              | 0038        |
| Thalheim an der Thur    | 8478 Thalheim an der Thur | 768              | 6.44              | 0039        |
| Trüllikon               | 8466 Trüllikon            | 995              | 9.52              | 0040        |
| Truttikon               | 8467 Truttikon            | 443              | 4.42              | 0041        |
| Unterstammheim          | 8476 Unterstammheim       | 896              | 7.32              | 0042        |
| Volken                  | 8459 Volken               | 292              | 3.21              | 0043        |
| Waltalingen             | 8468 Waltalingen          | 688              | 7.25              | 0044        |